# Máiréad Carlin

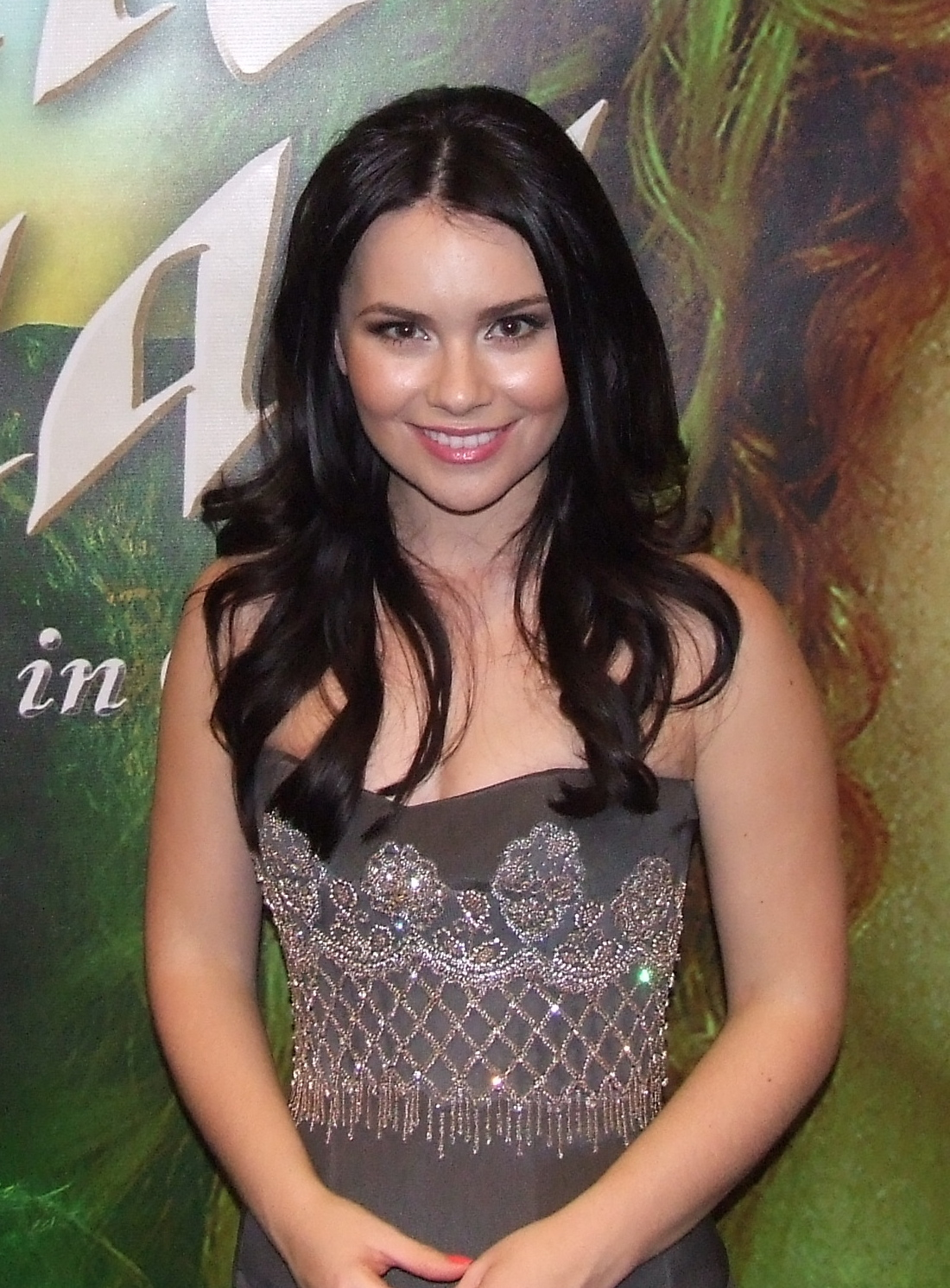
Máiréad Carlin (2014)

Máiréad Carlin (* 5. Dezember 1988 in Derry, Nordirland) ist eine irische Sängerin und Mitglied der Gruppe Celtic Woman.

## Karriere
Nachdem sie ihr Studium am Trinity College of Music in London beendet hatte, unterschrieb sie einen Plattenvertrag bei Decca Records und nahm ihr Debütalbum ‘Songbook’ auf, welches 2014 veröffentlicht wurde.
Máiréad wurde in Derry in Nordirland geboren. Dazu sagte sie: “Derry, my hometown, is a very cultured and very musical place, wherever you turn there’s always music...That was especially true in my family...We’d just sit around the fire, sing and drink tea – there was no alcohol involved, despite what people always think about the Irish!” (zu deutsch: Meine Heimatstadt Derry ist ein kultureller und musikalischer Ort, an dem man überall Musik findet … Dies trifft im Speziellen auf meine Familie zu … Wir sitzen einfach am Feuer, singen und trinken Tee – ohne Alkohol, was viele Menschen immer von den Iren denken.)
Carlin hat unter anderem für den Präsidenten von Irland gesungen, zudem sang sie die Irische Nationalhymne Amhrán na bhFiann vor einem Rugbyspiel zwischen Irland und England. Zusammen mit Snow Patrol und The Priests trat sie 2013 beim BBC-Konzert Sons and Daughters im Rahmen des Programms ihrer Heimatstadt als Kulturstadt des Jahres auf. Sie hat auch ‘Let The River Run’ zum Konzert aufgenommen.
Mit dem amerikanischen Sänger und Komponisten Don McLean tourte sie durch Großbritannien und Irland und gab ein Konzert in der Royal Albert Hall in London. Im Frühjahr 2013 gab Carlin ihr Debüt mit dem Nationalen Symphonieorchester Irlands in der National Concert Hall, das beim Fernsehsender RTÉ One übertrage wurde.
Zitat: “A motto I’ve used throughout my career so far is a quote from the award-winning poet Seamus Heaney: ‘Sing yourself to where the singing comes from.’ I think there’s a lot to be said for that”. (zu deutsch: Mein Motto, das mich während meiner ganzen Karriere begleitet hat, ist ein Zitat vom preisgekrönten Dichter Seamus Heaney: Sing immer aus dir heraus. Ich glaube das sagt sehr viel.)

### Celtic Woman
Am 5. August 2013 wurde auf der Webseite von Celtic Woman bekanntgegeben, dass Chloë Agnew sich eine Pause von Celtic Woman nehmen möchte und sich um ihre Soloprojekte kümmern wird. Am 23. August 2013 wurde bekanntgegeben, dass Carlin ihren Platz einnehmen wird. In ihrem ersten Statement sagte sie: "I am thrilled and honoured to join Celtic Woman, particularly as the first girl from the north of Ireland. I am humbled to be able to continue on their musical journey alongside Susan, Lisa and Máiréad." (zu deutsch: Ich bin aufgeregt und fühle mich geehrt, ein Teil von Celtic Woman zu sein und als erstes Mitglied aus Nordirland zu kommen. Ich freue mich, an der Seite von Susan, Lisa und Máiréad sein zu dürfen.)